# Somali Yacht Club
Somali Yacht Club est un groupe de stoner post-rock ukrainien de Lviv formé en 2010.  

## Historique
Fondé en 2010 à Lviv, près de la frontière entre la Pologne et l'Ukraine, Somali Yacht Club est d’abord une formation temporaire pour une jam, à la suite d'une annonce passée sur internet, avant de devenir le groupe principal pour les trois membres. Ils auto-éditent leur premier EP, Sandsongs en 2011. Ils signent avec Bilocation Records pour la sortie de leur premier album, The Sun en 2014. 
Leur son a été comparé à Pelican, Tool et Kyuss, avec de longues compositions enrobées d’harmonies vocales. 
En 2018 sort le second album, The Sea. Il est décrit comme un voyage sur une mer tumultueuse et comme plus progressif. 
La même année, ils rééditent leur premier album sous le titre The Sun +1 incluant la piste bonus Sun's Eyes.
En 2019, ils font une tournée en Europe de l’Ouest, aux côtés de My Sleeping Karma et Stoned Jesus.
Le 16 février 2022, ils annoncent leur troisième album, The Space, qui paraît le 22 avril 2022 sur le label Season of Mist. Il est décrit comme plus aérien, mélancolique et éthéré.
Tous les visuels du groupe sont réalisés par Dasha Pliska.

## Membres
- Mezk Erei - guitare, chant
- Artur Savluk - basse
- Lesyk Magula - batterie

## Discographie

### EP
- Sandsongs (2011, auto-produit)
- Desert Walls (2013, auto-produit)
- Sun's Eyes (2015, auto-produit)